# Айрумы

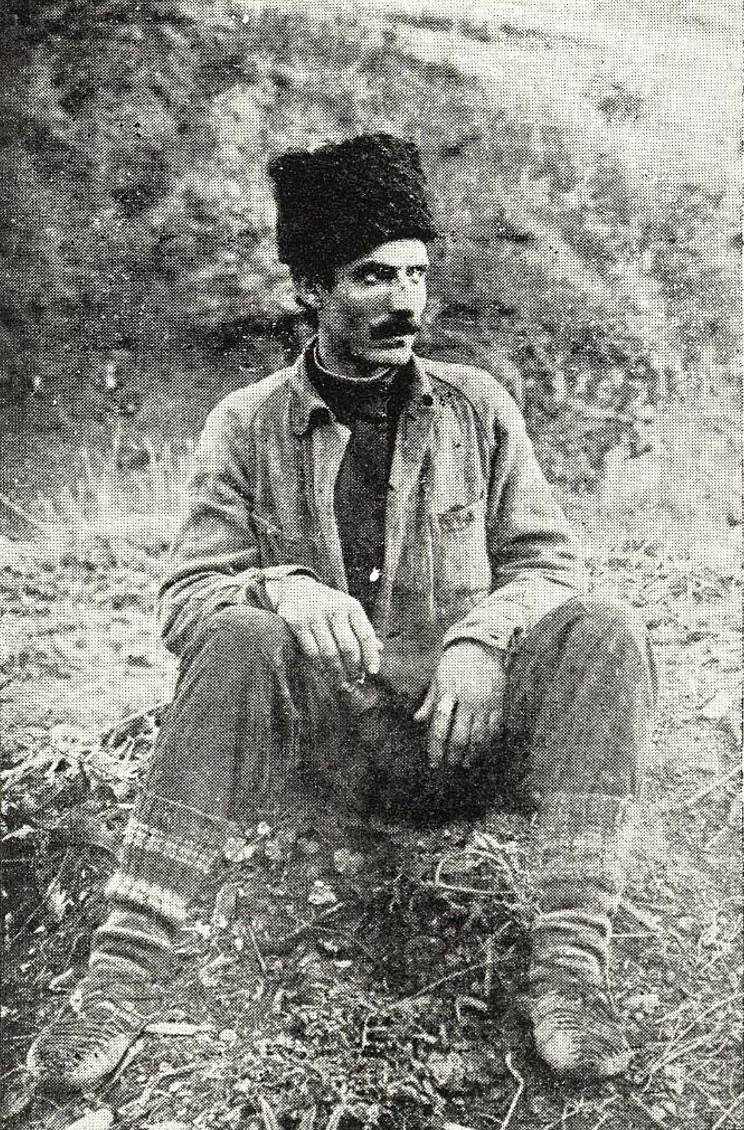
Айрум (Ганджинский уезд, селение Гядамиш)

Айрумы (азерб. Ayrımlar; самоназвание — айрым) — тюркская этнографическая группа азербайджанцев, живущая на западе Азербайджана, в горной местности, от озера Гёйгёль до реки Акстафы. По религии — мусульмане-шииты. Говорят на айрумском говоре западной диалектной группы азербайджанского языка.

## Происхождение
По происхождению айрумов имеются разные противоречивые свидетельства.
По преданию, айрумы считают себя одним из огузских племён и утверждают: «Я айрым, а не айрымлы» (или «айрумлу»).
По мнению азербайджанского исследователя М. Велиева-Бахарлы, предками айрумов были малоазийские тюрки, которые после разгрома их государства в Анатолии в 1301 году нашли убежище в пределах Закавказья.
Востоковед В. Ф. Минорский и советский историк И. И. Мещанинов полагали, что айрумы переселились из Персии во время персидско-турецкой войны в XVII веке.
Советские учёные А. Алекперов, В. П. Кобычев и Г. Д. Агаев предполагали, что айрумы являются исламизированными и тюркизированными потомками арменизированных кавказских албан и части армян. Данная гипотеза была подвергнута критике как не находящая «подтверждения в исторической действительности».

Согласно Большой российской энциклопедии, айрумы могут быть потомками тюркизированных православных армян, а их название восходит к армянскому хай-хором (букв. — армяно-греки). Советский азербайджанский автор А. Гусейнзаде ранее (1970-е годы) подверг критике эту теорию:
В литературе существует пока ничем не подтвержденная версия, согласно которой прототипом племенного названия айрум является армянское выражение «хай-хором» («армяне-греки»). Этому предположению противоречат следующие факты: согласно памятнику «Китабче-и таифе-и айрумлу», айрумы входили в число тех туркменов-огузов, которые были переселены Хулагу-ханом (1256—1265 гг.) из Средней Азии в Сирию. При Тимуре (1370—1405) они были вновь переселены из Малой Азии (Рум) в Иран, где получили новое наименование — айрумлу. Часть из этих переселенцев — каджары были расселены в зонах Карабага и Гянджи (ныне Кировабад), а айрумы, в те времена именовавшиеся румлу (то есть «малоазиатцы»), были оставлены в районах Шурагель и Эривань (Ереван).
 Согласно последнему, названия родов айрумлу: дашанлу, имирли, агсахлу и экинчи также невозможно отнести к армянским этнонимам.
Гусейнзаде отмечал, что: «… айрумы не только по языку, но и по всем традициям духовной и материальной культуры и быта являются азербайджанцами и по сей день сохраняют в своей среде огузские фольклорные мотивы».
Среди айрумов имелось значительное число азербайджанцев-выходцев из Иранского Азербайджана. Они являлись мелкими торговцами, муллами, сейидами и другими. В Кедабеке занимались торговлей и трудились на медеплавильном предприятии братьев Сименс. Подчас заводя семьи, воспринимая нравы и обычаи айрумов, они также влияли на них, в частности на айрумскую одежду.

## Язык
Айрумы говорят на айрумском говоре азербайджанского языка. Относительно говора подчёркивалось: «В диалектах и говорах азербайджанского языка сохранились некоторые древние формы, отсутствующие во многих современных тюркских языках. В этом отношении особенно характерен айрумский говор, в котором в большей мере, нежели в других диалектах и говорах, представлены лексические, фонетические и грамматические реликты, характерные для древнего состояния азербайджанского языка».
Наряду с этим в айрумском говоре встречаются кипчакские элементы, присущие также кубинскому, бакинскому, шемахинскому, нухинскому диалектам, а также закатало-кахскому и джебраильскому говорам азербайджанского языка.
Советский лингвист-востоковед и тюрколог Нинель Гаджиева также указывает на наличие очевидных кыпчакских признаков в айрумском говоре.

## Расселение
Земли своего проживания айрумы именуют: «Айрым махалы», «Айрым олкеси», «Айрым эли».
Немецкий путешественник Адам Олеарий, посетивший Дербент в 1638 году, указывал среди жителей города представителей племён аюрумлу и койдурша…..
После Туркманчайского договора 1828 года, согласно которому Персия уступила России Эривань и Нахичевань, Аббас-Мирза, наследный принц, который ценил боеспособность тюркских племён, воодушевлённый несколькими тюркскими племенами, обитавшими в регионе, позволил поселиться им в южной части реки Аракс, предлагая им в качестве награды плодородные земли и сочные пастбища. Одно из них было племя айрумов, которые переехали из своих родовых владений в непосредственной близости от Гюмри (ныне — город в Армении) в Аваджыг, район к западу от Маку.
По административному делению времён Российской империи основная масса айрумского населения обитала в Елизаветпольском уезде (он делился на шесть магалов, из которых Айрумский магал составляли в основном айрумские селения), в Джеванширском уезде — Айрумы, Саатлы; в Казахском — Боганис-Айрум, Полад-Айрум, Шиник-Айрум; в Джевадском — Саатлы; в Ленкоранском — Ахсахлы; в Нухинском — Чолахлы.
В настоящее время айрумы живут на западе современной Республики Азербайджан и населяют следующие районы: Кедабекский, Дашкесанский, а также в районах Акстафы, Гёк-Гёля, Казаха, и вокруг города Гянджа. До конца 1980-х жили так же на севере Армении (Ноемберянский, Иджеванский, Бердский районы). Данные советского времени также указывали в качестве мест проживания айрумов Казахский, Кельбаджарский, Шаумяновский, Ханларский, Товузский районы Азербайджанской ССР.
12 сёл Кельбаджарского района (Бавашлар, Ганны-кенд, Джемилли, Эльясалылар, Лёв, Теке-гаясы, Суздук (место рождения Национального героя Азербайджана Хёкюмы Алиевой), Багырсаг, Демирчидамы, Чаплы, Яншах, Сейидлер) были населены айрумами. Также к айрумским относились сёла Маралдамы, Такядереси, Гуней-дамы, Кешишкенд. Причём появление ряда айрумских сёл отмечается с начала XIX и XX веков (в частности выходцами из Демирчидама были основаны сёла Агдабан и Чайговушан, а выходцами из Бабашлара — село Бозлу).
В Газахском районе Азербайджана расположены сёла Гушчу Айрым (азерб. Quşçu Ayrım), и Баганыс-Айрым (азерб. Bağanis Ayrım), в Бардинском районе — село Саатлы (азерб. Saatlı), в Шамкирским районе — село Новая Гёйча (азерб. Yeni Göyçə), в Товузском — село Молла Айрым, а в Кельбаджарском — Ашагы Айрым (азерб. Aşağı Ayrım) и Юхары Айрым (азерб. Yuxarı Ayrım), в Армении город Айрум, несущие в названии память о населявших её айрумах.

## Антропология
По наблюдениям К. Каракашлы айрумы сильно различаются по внешнему облику. Среди них имеются темноглазые брюнеты и голубоглазые блондины (к примеру в селе Кабах-тэпэ). Ещё одна особенная черта антропологического облика айрумов — это большие различия по росту. Особенно высокие из них живут в селе Чырахлы.

## История
В конце XVI века айрумы разделились на две части: одна переселилась на территорию Персидского Азербайджана и здесь получила от шаха Аббаса название шахсеван, а другая осталась на старом месте и образовала несколько родов или колен: айрумы, саатлы, ахсахлы или чолахлы. Ушедшие в Персидский Азербайджан айрумы заняли в нём Ардебильскую провинцию. Отсюда они впоследствии перешли в пределы Закавказья и первоначально основались на Мугани, потом рассеялись по всему Азербайджану.
Исторически известно небольшое ханство Аваджик располагавшееся вблизи турецко-персидской границы и управлявшееся айрумскими ханами.

### Роль Айрумов в Гянджинском ханстве
С Джавад-ханом погибла не только самостоятельность Ганджи, но и феодальная система, которую он так яро защищал. В городе, во время осады, было до 8000 женщин, взятых в залог (аманат") Джавад-ханом из окрестностей Ганджи для того, чтобы их мужья и родственники ему не изменили. Заблаговременно он весь свой скот отправил в Карабах. Эти женщины, бежав в ужасе из города, увлекли за собою и окрестное население, главным образом, айрумов, которые, с оставшимся в живых сыном Джавад-хана Угурлу-агой, поселились в Даралагезе, как его подданные. В это беспокойное время положение айрумского народа было особенно тяжелым. Персия, вернее окрестные ханы, делала набеги против русских, от которых страдали сами же айрумы и казахцы. Что касается оставшихся айрумов, связавших свою судьбу с сыном Джавад-хана, то положение их было еще тяжелее. К ним не было доверия со стороны русских властей, их переселяли из одной области в другую. Жители Ганджи писали русским властям:
Вашему высочеству не без известно, что мы неоднократно лишались своего состояния и находимся без пропитания и при всем том известились мы, что вашему высочеству угодно переселить айрумцев в Шамшадиль. Мы, нижеподписавшиеся, уверяем ваше высочество и клянемся богом и здоровьем е. и. в., что айрумский народ служит нам, раззорённым, крепкою стеною и, если они будут переселены, то нас съедят волки, собаки и чекалки; пропитание же наше зависит от них, так что, если в одну неделю прервется их сообщение, то непобедимые войска и мы все стеснены будем, потому что они доставляют нам все потребности наши, т. е. масло, сыр, молоко пресное и кислое, айран, сало, мед, скотину, баранов и лес на построение домов, которые они к нам привозят и продают здесь в городе, чем они нужду нашу удовлетворяют. Еще осмеливаемся повторить, что если они переселятся, то все солдаты и мы погибнем без пропитания. Ради бога, да соизволите оставить их в своем месте, за что мы все пребудем в совершенной благодарности и молитвах за здравие, как е. и. в. так и в. высочества.
Также Джавад-хан в своём письме написанному генералу Кноррингу писал:
Почтенное в. выс-а письмо получил и через Гогиа-бека; пишете, что будто Хусейн-Кули, пришел в Айрум, якобы принадлежащий Грузии, ограбил и что ему делать сего не следовало. Народ Айрумский с самых предков наших был нашим подданным и никогда Грузии не принадлежал, и когда он провинялся, мы его наказывали соответственно его поступкам, а посему и не следовало нам так писать. Еще пишете, будто Айрум находится в пределах Грузинских. Никогда! Айрум входит в число Гаджинских элов (т.е кочевых народов) Неужели будете верить всему тому, что вам рассказываюь? Мы прибытию вашему были рады, надеясь, что вы, поступая по правильным законам и порядку, возвратите нам и прочие рассеяные наши народы, а не по наговорам противников наших будете обращаться, слушая бежавших из наших крестьян и элов. Пологал я, что по изъявленной мною готовности к службе Всемилостивейшему государю,по приезду вашему сюда , сделано будет правильное исполнение, а не дело столь противное моей просьбе и надежде.

## Известные представители
Из айрумов происходили:
- Тадж ол-Молук Айромлу — шахиня Ирана, жена Резы Пехлеви, шаха Ирана с 1925 по 1941 годы и основателя династии Пехлеви[29]
- Нуш Афарин Айромлу — мать Резы Пехлеви[30]
- Генерал-лейтенант Мохаммед Хосейн хан Айрумлу — глава шахской политической полиции[3][31].